# لين سمول
لين سمول (بالإنجليزية: Len Small)‏ (2 فبراير 1920 بغيتسهيد في المملكة المتحدة - 2009) هو لاعب كرة قدم بريطاني (وحمل سابقاً جنسية المملكة المتحدة لبريطانيا العظمى وأيرلندا) في مركز مهاجم داخلي. لعب مع نادي غيتزهد.

## وصلات خارجية
- لين سمول على موقع قاعدة بيانات كرة القدم.إي يو (الإنجليزية)